# Dwór w Załużu
Dwór w Załużu – zabytkowy dwór w Załużu.

## Historia
Dwór powstał u południowych stóp wzniesienia Bukowina, leżącego na granicy Załuża z Bykowcami. Pochodzi, według różnych wersji, z XVII lub XVIII wieku. Przebudowany w latach 1875–1899. Wzniesiony pod koniec XIX wieku budynek dworski został opary o piwnice datowane na XVII wiek. Około 1920 nastąpiła przebudowa i rozbudowa budynku.
Budynek został wzniesiony z cegły ceramicznej. Jego fundamenty i piwnice powstały z kamienia. Powstał przy wschodniej części założenia zespołu dworskiego. Został wzniesiony na planie wydłużonego prostokąta. Po części jest parterowy, a częściowo piętrowy. Posiada dwie baszty, przy czym północno-wschodnia ma charakter kolisty, a południowo-wschodnia jest kwadratowa.
Właścicielami dóbr w Załużu byli Wiktorowie herbu Brochwicz. Od drugiej połowy XIX wieku i na przełomie XIX/XX wieku właścicielem posiadłości tabularnej Załuż był Adam Wiktor. W 1905 posiadał we wsi obszar 126,7 ha. Po śmierci Adama Wiktora dobra przejął jego syn, Paweł Wiktor, w 1911 posiadający tam 595 ha. W latach około 1914-1918 majątek posiadali spadkobiercy Adama Wiktora. Według stanu z 1895 posiadłość tabularna była podzielona na dwa korpusy: jeden Adama Wiktora (1224 morgów), a drugi należący do trzech współwłaścicieli. Według stanu z 1895 posiadłość tabularna była podzielona na dwa korpusy: jeden Adama Wiktora (1224 morgów), a drugi należący do trzech współwłaścicieli. na początku XX wieku administratorem dóbr w Załużu był Henryk Zaręba (ur. 1857).

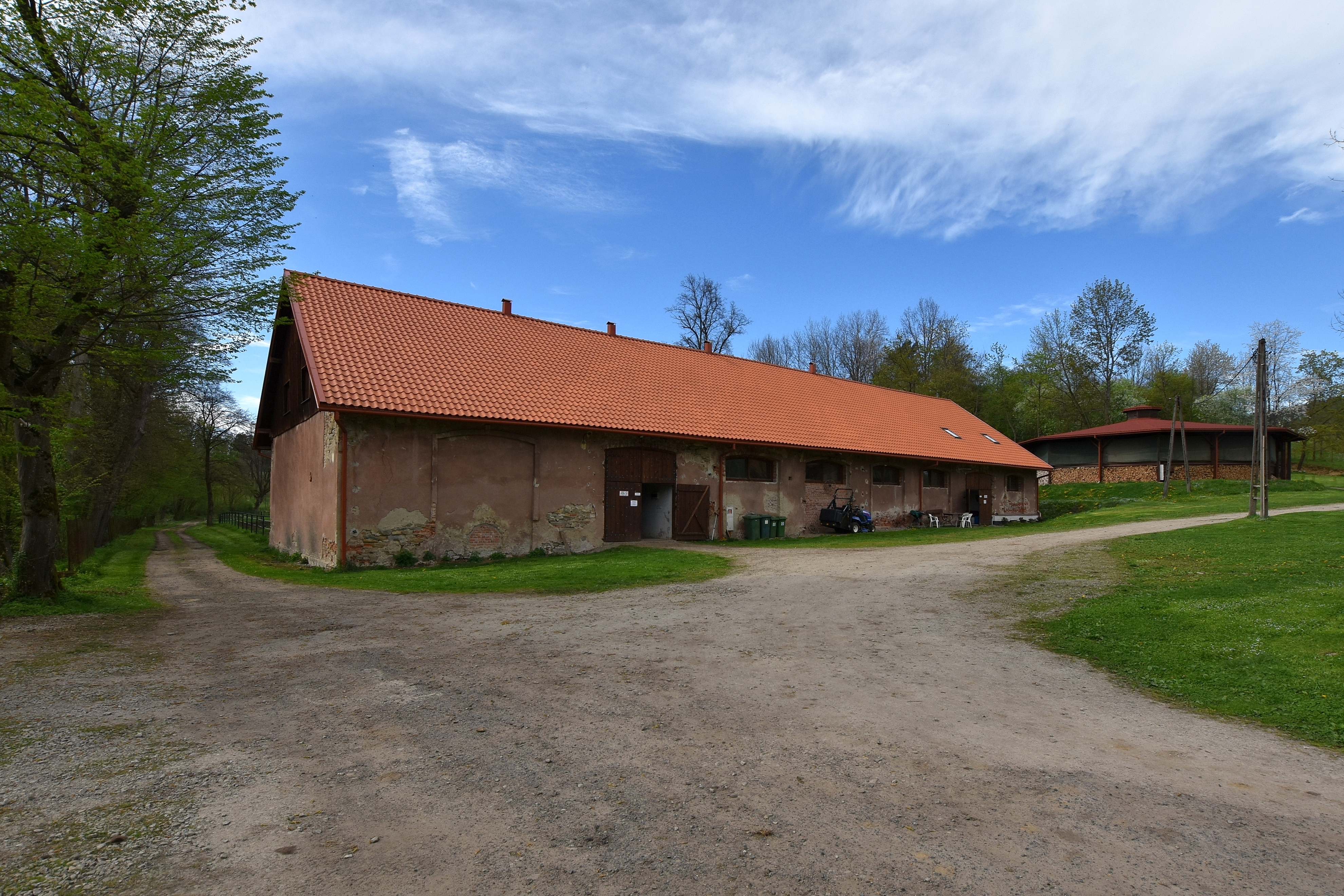
Zabudowa dworska
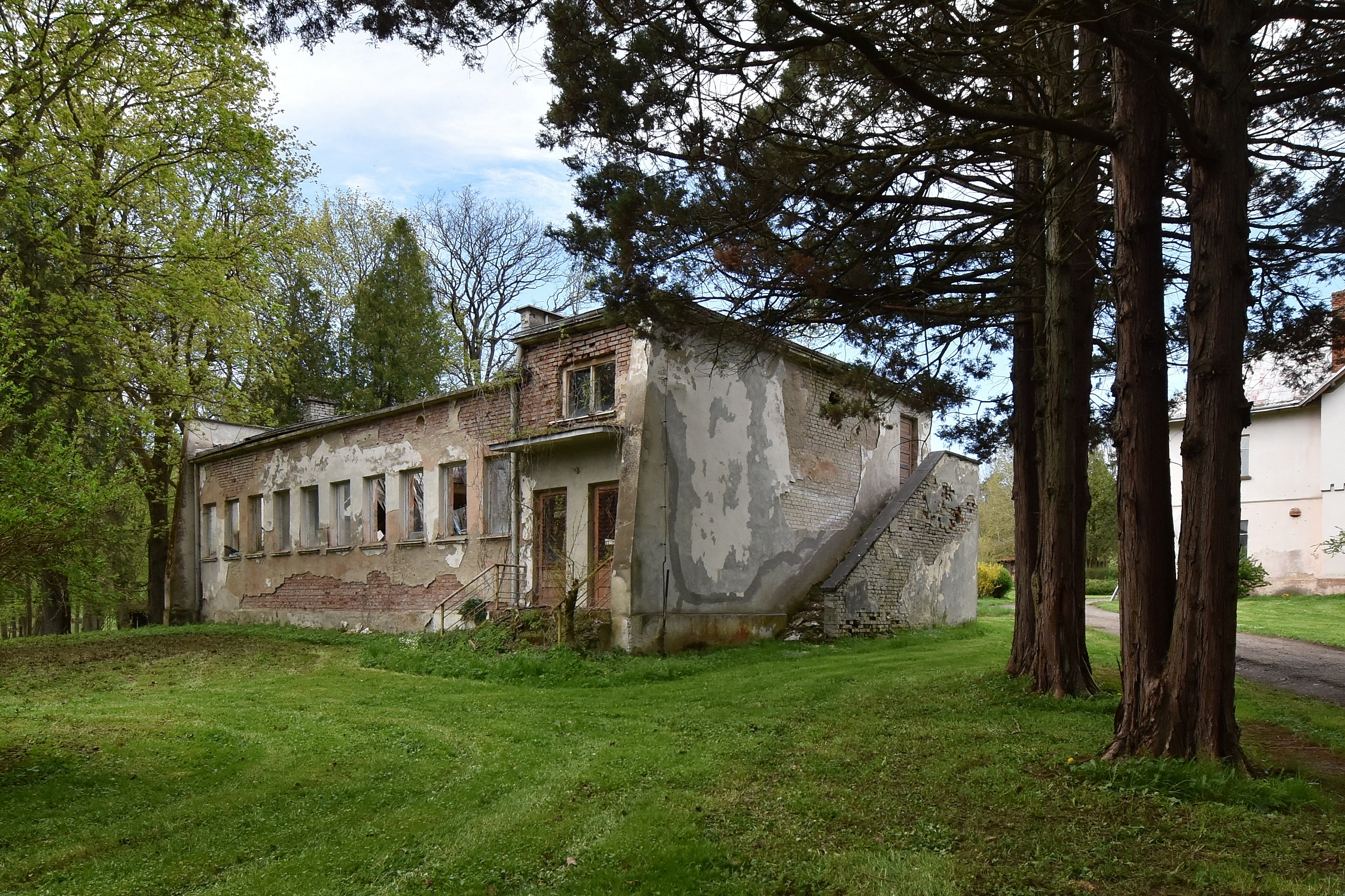
Zabudowa dworska
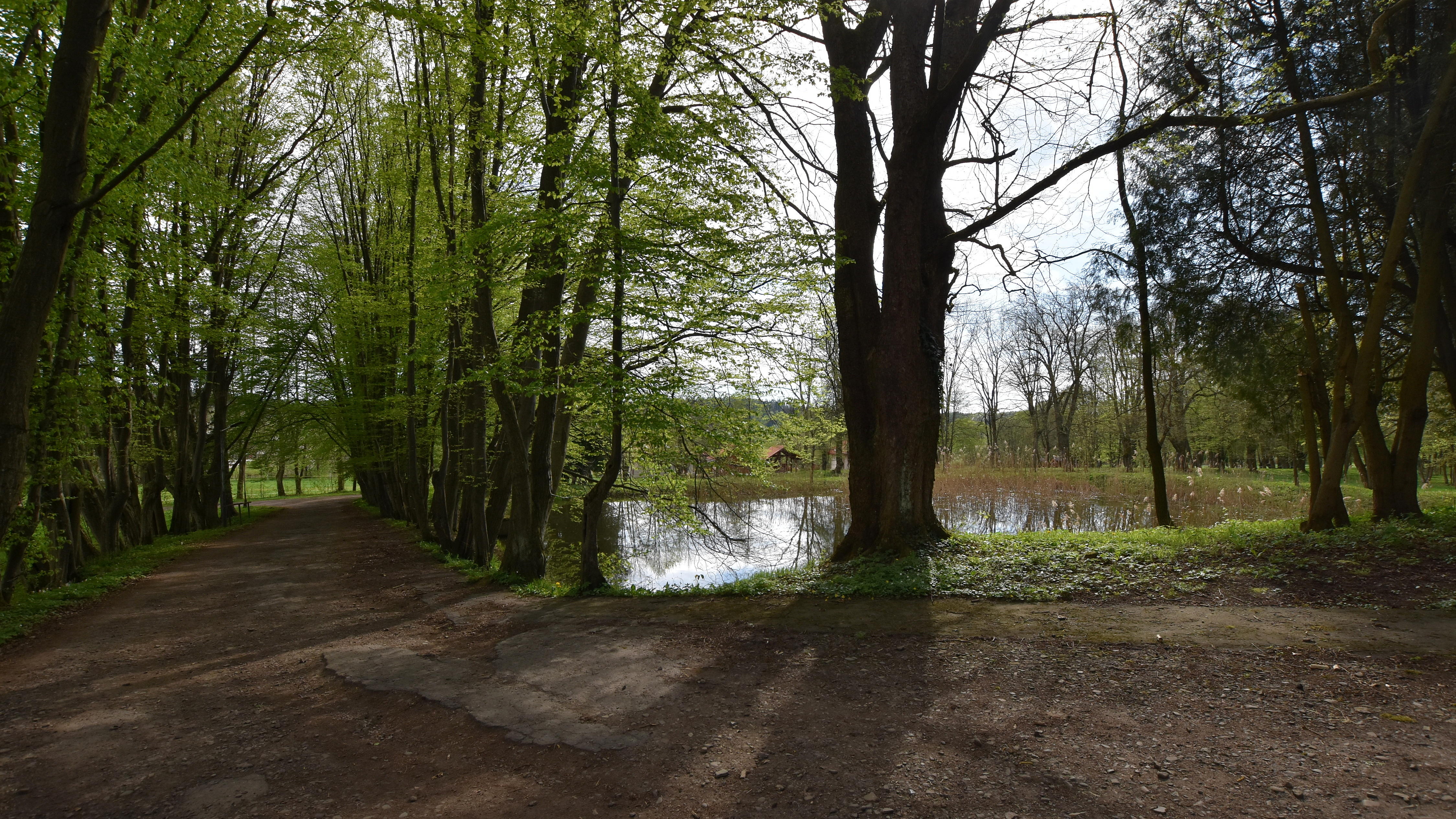
Park dworski

Około 400 metrów w kierunku zachodnim od budynku dworskiego powstał sad. Tam w 1880 w obrębie majątku dworskiego powstała kaplica, pełniącą funkcję zarówno świątyni, jak i grobowca rodzinnego.
Rodzina władająca dworem troszczyła się o wygląd, estetykę i wystrój majątku. Do ich dyspozycji była służba dworska. Służba dworska zamieszkiwała w części wsi Załuża o nazwie Dworzyska (w stronę południową od stacji kolejowej).
Do lat 30. dwór był zaangażowany w Załużu w organizację życia o charakterze gospodarczym i oświatowym. Przyczyniał się np. do uprawy drzew owocowych czy korzystania z nawozów sztucznych. Wpływał także na życie kulturalne wsi.
W późniejszym czasie rodzina Wiktorów została wywłaszczona z majątku.
W latach 60. budynek uległ przebudowie celem utworzenia w nim ośrodka wypoczynkowego. W latach 70. w budynku dworskim funkcjonował zamknięty ośrodek wypoczynkowy dla pracowników rolnictwa. Został on zlikwidowany orientacyjnie w połowie 1981. Właścicielem majątku pozostawało wówczas Ministerstwo Rolnictwa. W tym czasie staranie o przejęcie obiektów czyniło koło ZBoWiD w Sanoku celem stworzenia w nim domu pomocy społecznej, do czego ostatecznie nie doszło. Wkrótce potem ośrodek objął Zakład Transportowo-Sprzętowy „Transnaft” w Zabrzu, który w 1983 zagospodarował to miejsce dla swoich pracowników.
Z dawnego majątku dworskiego zachowały się do współczesności zachowały: budynek dworski, stajnie (murowane, pochodzące z XIX wieku), park dworski, ogród. Układ ogrodów powstał w XIX wieku. W parku otaczającym zabudowania dworskie powstały zachowane do współczesności stawy. Odnotowano liczne gatunki drzew i roślin.
Składające się na zespół dworski budynek dworu oraz park decyzją A-44 z 4 lipca 1984 zostały wpisane do rejestru zabytków. Ponadto decyzją A-1659 z 25 lutego 2020 do rejestru zabytków wpisano spichrz i stajnię.